# Lego (företag)
Lego System Aktieselskab (Lego A/S), marknadsfört som The Lego Group (svenska: LEGO-gruppen), är ett danskt leksaksföretag med säte i Billund i Region Syddanmark på Jylland som tillverkar och säljer leksaksbyggsystemet "Lego" och undersystem såsom Lego Duplo, Lego Technic och Lego Character and Creature Building System (CCBS), etc. 
Företaget grundades 1932 av Ole Kirk Christiansen, vars son Godtfred Kirk Christiansen utvecklade leksaksbyggsystemet Lego 1949. Lego är en sammandragning av de danska orden leg (lek) och godt (gott).

## Historia
Lego går tillbaka till den verksamhet som Ole Kirk Christiansen tog över 1916 när han köpte Billund Maskinsnedkeri. De kommande åren var han verksam som snickare och hans företag byggde i Billund-trakten. I början på 1930-talet började snickeriet tillverka leksaker som en följd av den ekonomiska depressionen som gör att antalet bygguppdrag blir färre. 1935 visas träleksakerna upp på en mässa i Fredricia. Bland annat tillverkades jojosar. 1936 tar företaget namnet Lego och det blir varumärket för leksakerna. Senare blev modellbilar i trä en stor framgång. Bolaget hade ofta finansiella problem under den ekonomiska depressionen på 1930-talet och fabriken brann ned tre gånger mellan 1924 och 1942 men verksamheten kunde återuppbyggas. Hela familjen med grundarens fyra söner engagerades i verksamheten som med tiden växte.
Efter kriget intresserade sig Ole Kirk Christiansen för plast och köpte in en maskin för tillverkning av plastleksaker, bland annat den så kallade Fredspistolen. Satsningen på plast visade sig bli mycket framgångsrik. 1949 startade tillverkningen av byggklossar efter brittisk förebild.

## Produktserier (urval)

### Constraction(konstruerbara actionfigurer)
| Namn                                     | System                   | Tid       |
| ---------------------------------------- | ------------------------ | --------- |
| Slizers (EU) Throwbots (NA)              | Lego Technic (kulleder)  | 1999–2000 |
| RoboRiders                               | Lego Technic (kulleder)  | 2000–2000 |
| Bionicle (G1)                            | Lego Technic (kulleder)  | 2000–2010 |
| Knights' Kingdom II                      | Lego System (spärrleder) | 2004–2006 |
| Hero Factory                             | Lego CCBS (kulleder)     | 2010–2014 |
| Bionicle (G2)                            | Lego CCBS (kulleder)     | 2015–2016 |
| Ultrabuilds: Lego Super Heroes           | Lego CCBS (kulleder)     | 2011–2012 |
| Ultrabuilds: Legend of Chima             | Lego CCBS (kulleder)     | 2013–2015 |
| Ultrabuilds: Star Wars Buildable Figures | Lego CCBS (kulleder)     | 2015–2018 |